# Funivia Merano-Avelengo
La funivia Merano-Avelengo era un impianto a fune che ha operato dal 1923 al 1984.

## Storia
Avelengo è un piccolo centro sull'altopiano del Salto (Tschögglberg). Negli anni venti era collegato a Merano solo da strade di montagna. L'Ing. Luis Zuegg, che da poco aveva aperto una propria impresa, propose quindi la costruzione di una funivia che ne permettesse un più agevole collegamento. Il suo intento era anche quello di testare sul campo le soluzioni innovative che aveva sviluppato durante il suo servizio militare nella prima guerra mondiale e in particolare:
- L'aumento della tensione delle funi che permetteva un abbattimento dei costi, riducendo notevolmente il numero dei piloni necessari e aumentando, nel contempo, velocità delle cabine e durata delle funi.
- L'eliminazione della fune di frenata con l'introduzione di freni direttamente su quella portante
- L'introduzione di un sistema di comunicazione telefonica con le cabine che usava le funi come mezzo di trasmissione.

Queste soluzioni riducevano molto il costo di costruzione delle funivie, rendendo possibile la creazione di impianti a servizio di piccoli centri. Inoltre il passaggio dell'Alto Adige all'Italia aveva abrogato le vecchie normative austroungariche che impedivano l'utilizzo di queste soluzioni.
La costruzione iniziò e il 30 ottobre 1923 la funivia fu inaugurata. Grazie alle soluzioni tecniche di Zuegg, essa divenne ben presto una funivia modello, innovativa rispetto alle altre dell'epoca. Inizialmente queste novità non furono accettate di buon grado dalle autorità italiane che nel 1924 bloccarono il servizio della funivia per motivi di sicurezza. Zuegg riuscì però a dimostrare davanti a una commissione statale l'infondatezza delle critiche rivoltegli e dopo qualche piccolo lavoro di sistemazione il servizio riprese. Questa vittoria e l'efficienza ed economicità dimostrata dalla funivia, convinse la società tedesca Bleichert & Co. a stringere un accordo con Zuegg per l'utilizzo delle sue soluzioni nei propri impianti. Nacque così il sistema “Bleichert-Zuegg” usato nel 75 per cento degli impianti dell'epoca.
Nel 1956 le cabine furono sostituite da altre più moderne e di color rosso.
Nel 1977-1978 la funivia fu ristrutturata ma, proprio in quegli anni, fu terminata la strada provinciale che attualmente collega Merano ad Avelengo. Questo segnò l'inizio della fine per la funivia che, privata sempre più di passeggeri a causa dell'aumento del traffico automobilistico, cessò definitivamente il servizio nel 1984.

## Caratteristiche tecniche
La stazione a valle della funivia Merano-Avelengo era ubicata a Maia Alta, all'incrocio tra via Dante e via della teleferica (46°39′38.33″N 11°10′53.93″E), dove oggi si trova un ristorante. Da lì, ad un'altezza di 365 metri, con soli 3 piloni arrivava a Santa Caterina di Avelengo a circa 1245 metri di quota (46°38′58.08″N 11°12′29.28″E). La lunghezza dell'impianto era di 2300 metri, la velocità massima di 5,5 m/s e la pendenza media del 41,4%. Le cabine avevano una capacità di 14 persone. Il motore era situato nella stazione a monte, mentre in quella a valle c'era solo il rinvio.

## Curiosità
Nel 2013 dell'impianto rimangono solamente un pilone sopra la penultima galleria della strada provinciale per Avelengo e la stazione a monte trasformata in abitazione privata. Le altre infrastrutture sono state abbattute nel corso degli anni.